# Barbara Sukowa
Barbara Sukowa (Bremen, 2 de fevereiro de 1950) é uma atriz alemã, de origem polonesa.
Em 1986, ela recebeu o prêmio de Melhor Atriz no Festival de Cannes por seu trabalho em Die Geduld der Rosa Luxemburg (dividido com Fernanda Torres, por Eu Sei que Vou Te Amar).